# Clathroneuria arapahoe
Clathroneuria arapahoe is een insect uit de familie van de mierenleeuwen (Myrmeleontidae), die tot de orde netvleugeligen (Neuroptera) behoort. 
Clathroneuria arapahoe is voor het eerst wetenschappelijk beschreven door Banks in 1938.